# Argentina-Catar em futebol
Argentina-Catar em futebol refere-se ao confronto entre as seleções da Argentina e do Catar no futebol.

## Histórico
Histórico do confronto entre Argentina e Catar no futebol profissional, categoria masculino:
| Data                   | Cidade       | País   | Jogo              | Resultado | Competição           |
| 16 de novembro de 2005 | Doha         | Catar  | Catar - Argentina | 0–3       | jogo amigável        |
| 23 de junho de 2019    | Porto Alegre | Brasil | Catar - Argentina | 0–2       | Copa América de 2019 |

## Estatísticas
- Atualizado até 25 de dezembro de 2019 [3]

| Equipe    | Jogos | Vitórias | Empates | Gols marcados |
| --------- | ----- | -------- | ------- | ------------- |
| Argentina | 2     | 2        | 0       | 5             |
| Catar     | 2     | 0        | 0       | 0             |

### Números por competição
| Competição           | Jogos | Vitórias da Argentina | Empates | Vitórias do Catar | Gols da Argentina | Gols do Catar |
| -------------------- | ----- | --------------------- | ------- | ----------------- | ----------------- | ------------- |
| Jogo amigável        | 1     | 1                     | 0       | 0                 | 3                 | 0             |
| Copa América de 2019 | 1     | 1                     | 0       | 0                 | 2                 | 0             |
| Total                | 2     | 2                     | 0       | 0                 | 5                 | 0             |

### Artilheiros
- Atualizado até 25 de dezembro de 2019

| Gols  | Argentina                                                                       | Catar |
| ----- | ------------------------------------------------------------------------------- | ----- |
| 1 gol | Juan Román Riquelme, Julio Cruz, Lautaro Martínez, Roberto Ayala, Sergio Agüero | -     |
| Total | 5                                                                               | 0     |